# 皮維薩河

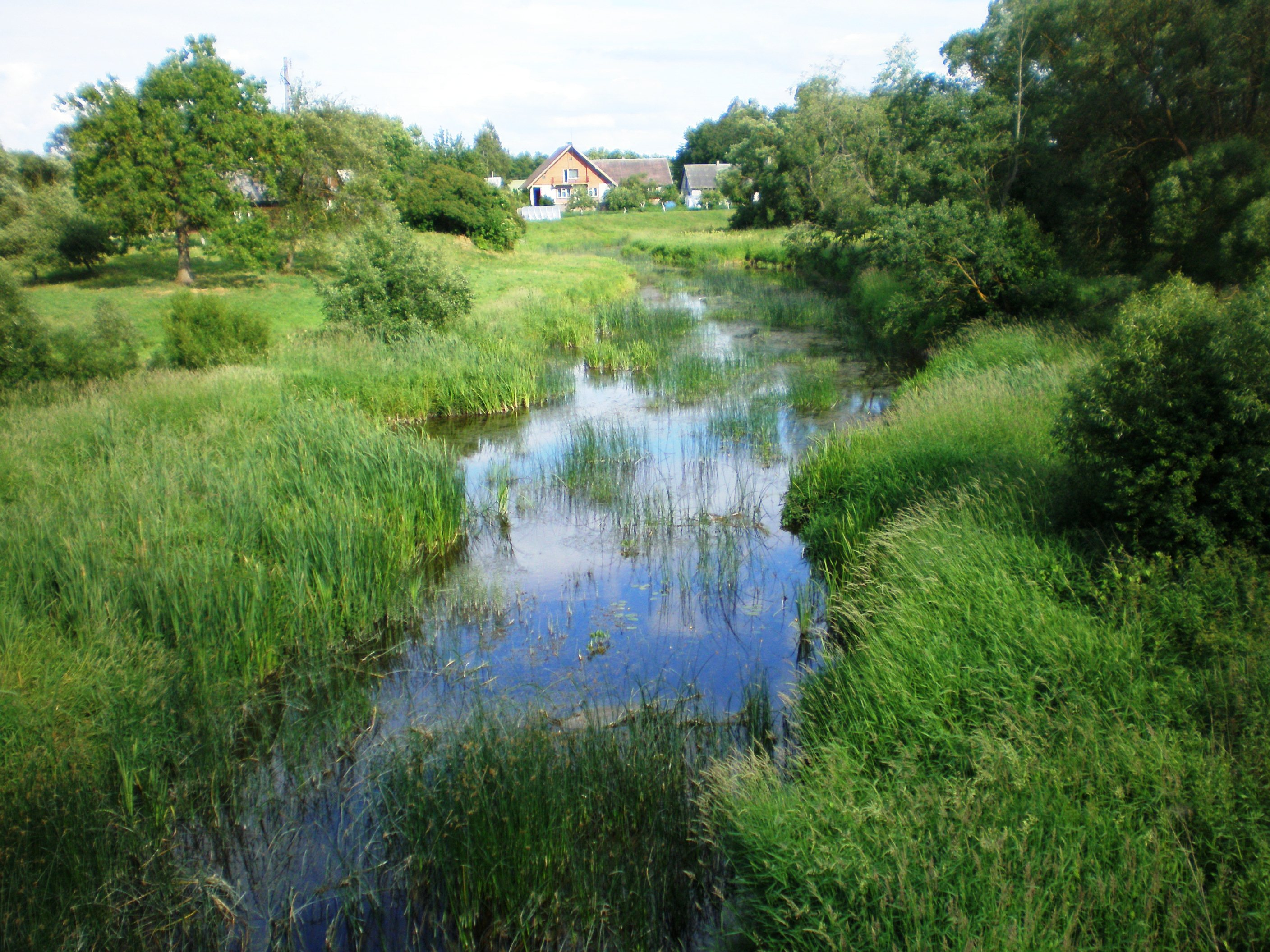

皮維薩河是位於立陶宛帕內韋日斯的一條河流。其河流總長為92.6公里，流域面積為501.6平方公里。他是穆沙河的右支流。